# 林雕鸮
林雕鸮（学名：Ketupa nipalensis）是一种大型鸮形目鸟类，隶属于鸱鸮科雕鸮属。

## 形态特征
林雕鸮头顶上具有显著的耳簇羽。背部深褐色，多数羽缘杂有白色或浅皮黄色；腹部白色至浅灰色，具有深褐色鳞纹。

## 分布
林雕鸮主要分布在南亚和东南亚中南半岛地区。在中国南方部分地区为罕见留鸟。

## 分类
林鵰鸮共有2个亚种：
- 林雕鸮指名亚种 Ketupa nipalensis nipalensis Hodgson, 1836
- 林雕鸮斯里兰卡亚种 Ketupa nipalensis blighi Legge, 1878